# ベルリン工科大学

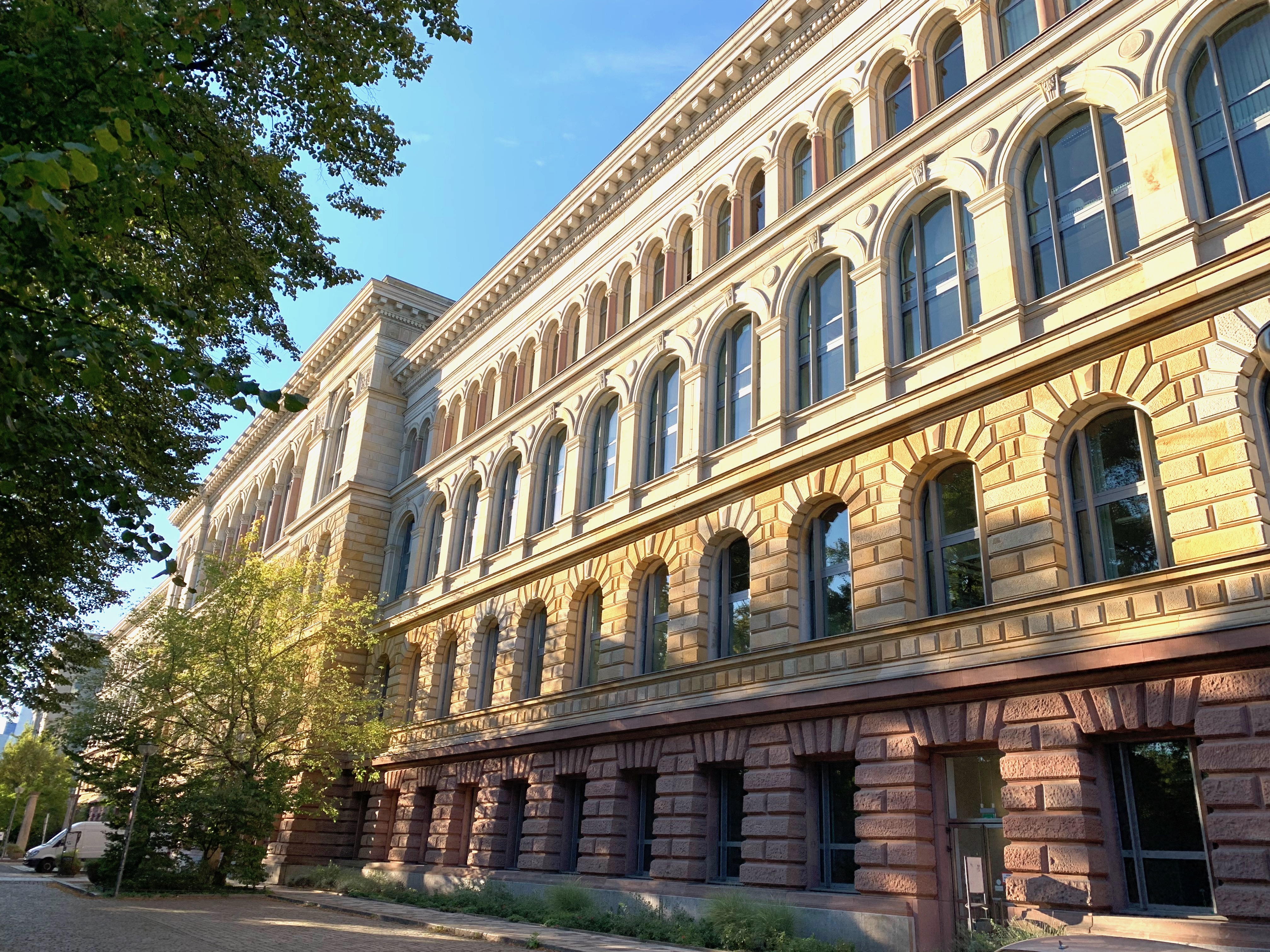
Technische Universität Berlin

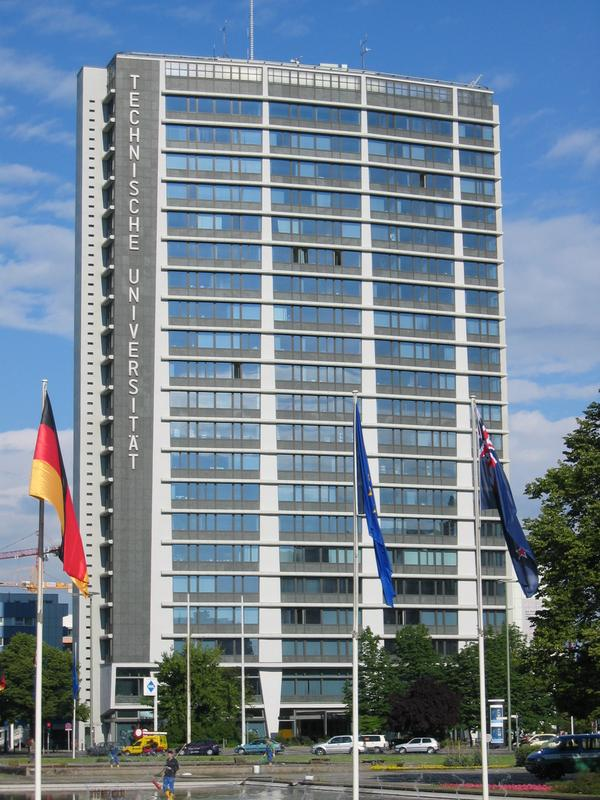
TU-Hochhaus (Telefunken-Hochhaus)

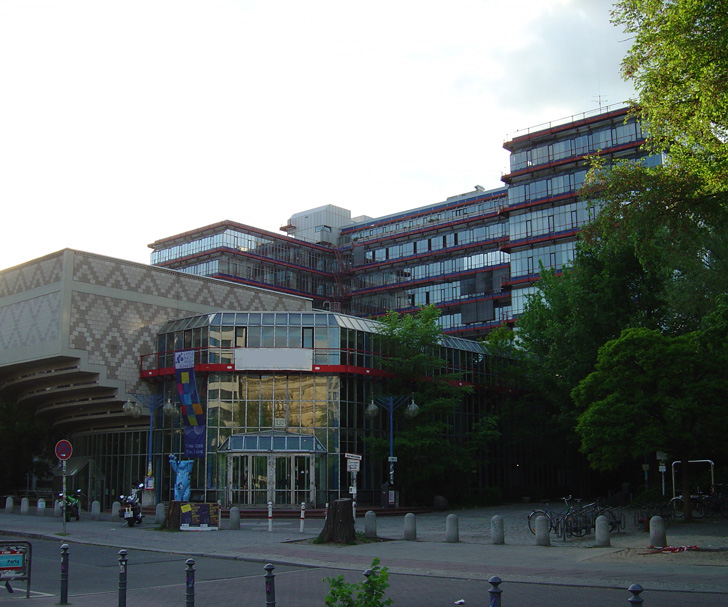
数学部

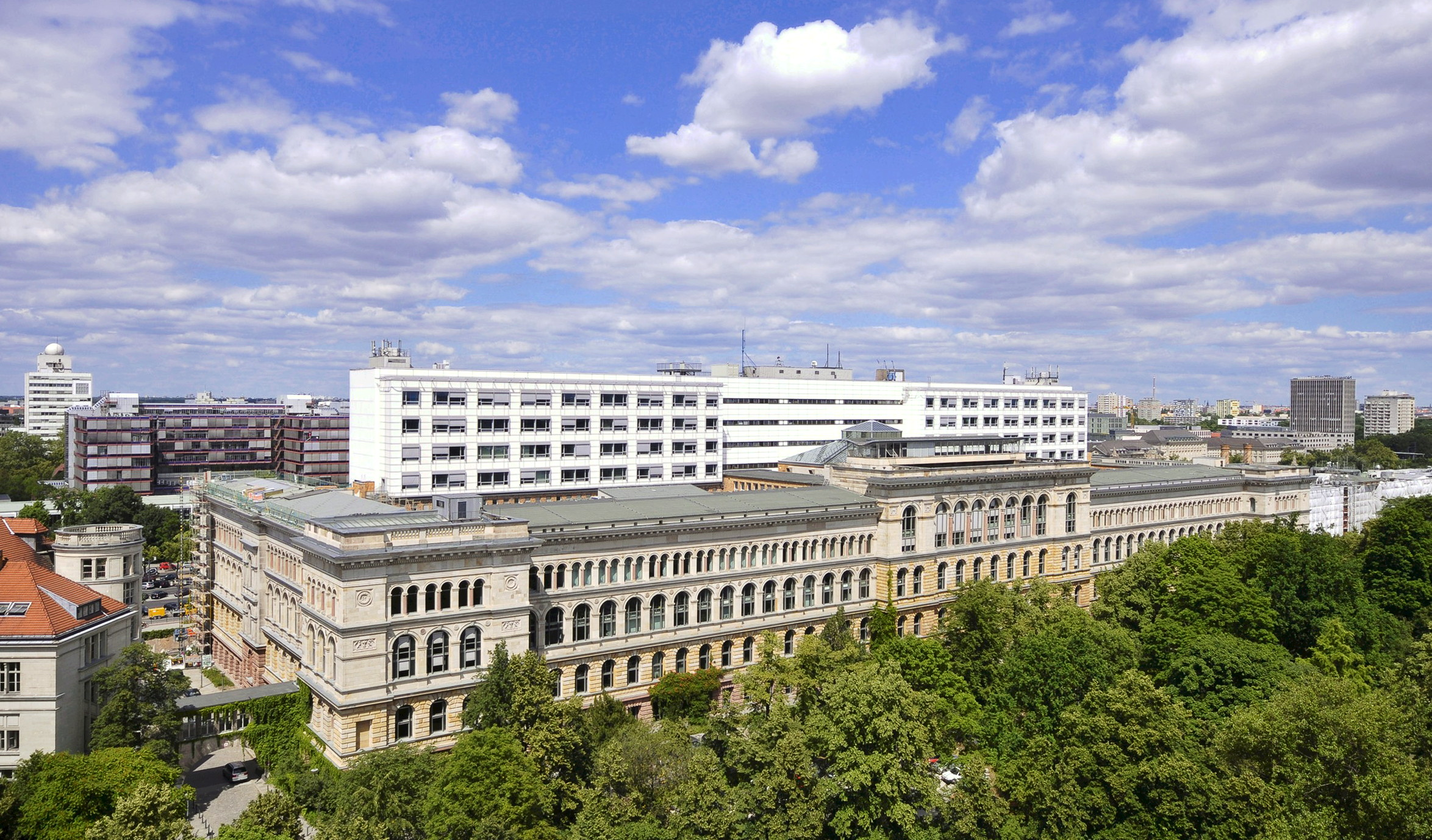
メインの建物

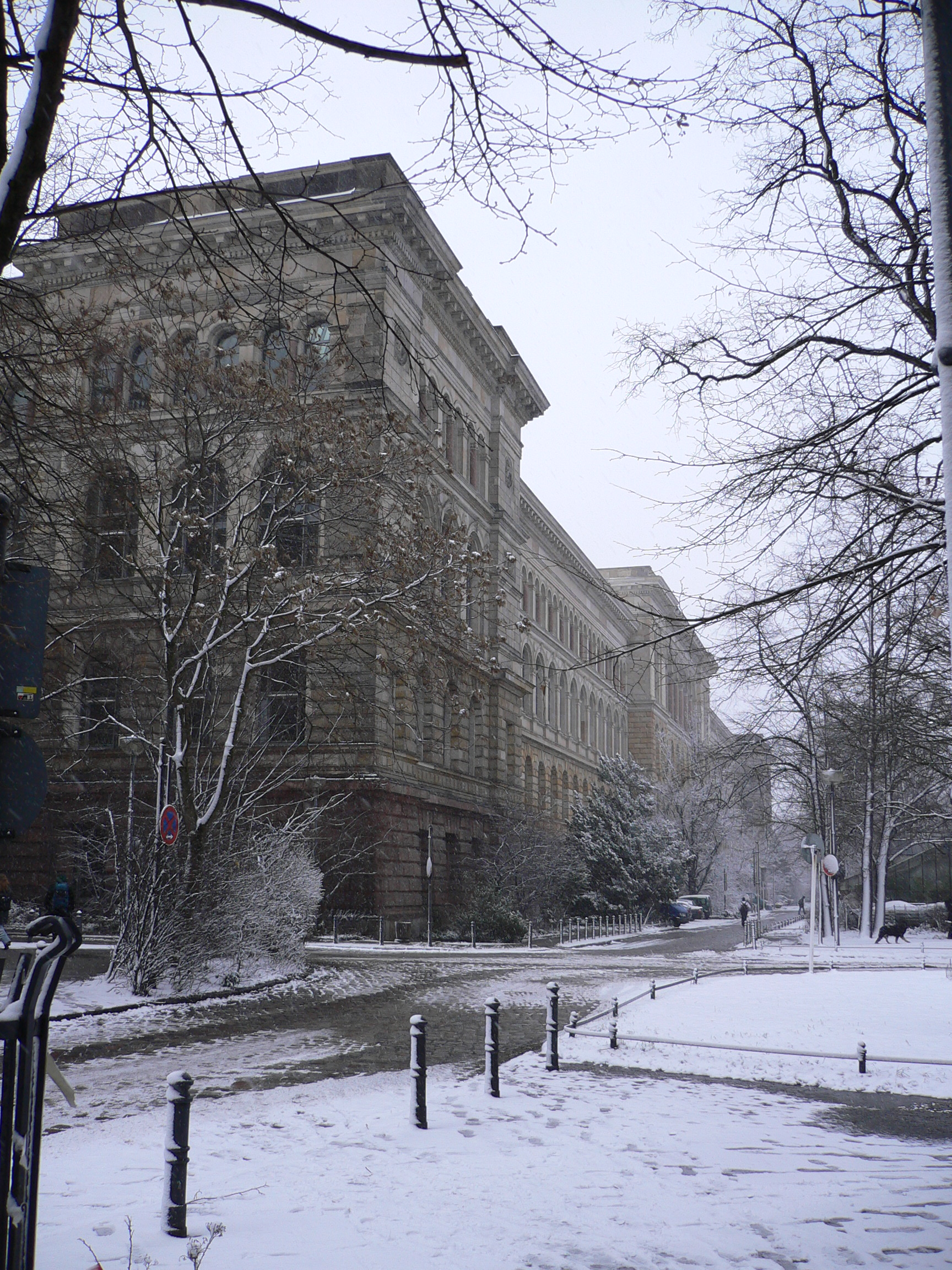
南側から見たメインの建物

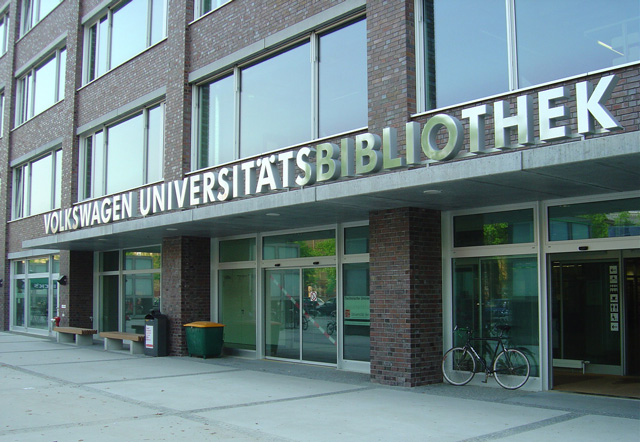
フォルクスワーゲン大学図書館

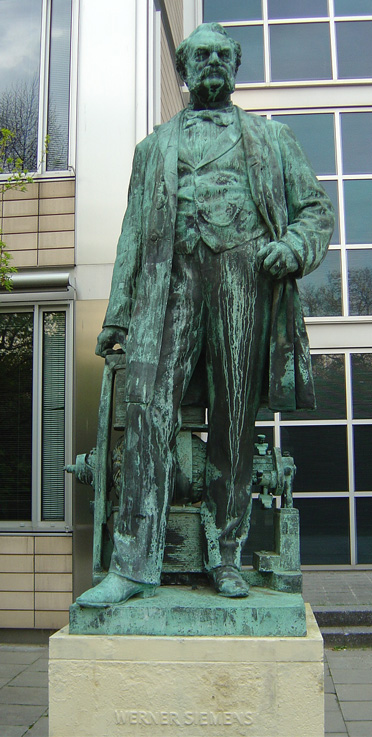
ジーメンス像

ベルリン工科大学（ベルリンこうかだいがく、独: Technische Universität Berlin、略称: TU Berlin）は、ドイツの首都ベルリンの公立大学（ベルリンに5つある大学の一つ）。
ドイツ政府のエクセレンス・イニシアティブ（大学院/エクセレンス・クラスター部門）に指定されている総合工科大学で、TU9のメンバー校である。10人のノーベル賞受賞者を輩出しており、国内の工科大学では、ミュンヘン工科大学、アーヘン工科大学、カールスルーエ工科大学らと共にトップクラスの名門校である。

## 沿革
ベルリン工科大学の歴史は、プロイセン国王フリードリヒ2世によって1770年に創設された鉱山夫・精錬工教習所（Berg- und hüttenmännische Lehrinstitut）にまで遡ることができる。他にも、1799年創立のベルリン建築アカデミー（Berliner Bauakademie）、1821年創設のベルリン工科学校（Berliner Technische Schule）などが、大学の前身として挙げられる。その後、1879年にドイツ初の博士号を提供する工科大学として王立シャルロッテンブルク工科大学（Königliche Technische Hochschule Charlottenburg）が創設される。
第二次大戦後の1946年、人文系の学科も併設する工科大学として新設され、呼称も現在の「Technische Universität Berlin」に改称される。1960年代後半には、ベルリン自由大学とともに当時の西ベルリンにおける学生運動の中心部となる。1980年のベルリン教育大学の解消にともない、いくつかの学部が工科大学にも吸収される。東西ドイツ再統一後は、ドイツ有数のマンモス大学として知られる。現在、ドイツで二番目に大きな工科大学でもある。

## 組織
2010年現在、七個の学部から構成されている。
- 人文科学・教育学部（Geisteswissenschaften- und Bildungswissenschaften）
- 数学・自然科学部（Mathematik und Naturwissenschaften）
- プロセス科学部（Prozesswissenschaften）
- 電気工学・情報学部（Elektrotechnik und Informatik）
- 機械工学・交通システム学部（Verkehrs- und Maschinensysteme）
- 建築環境計画学部（Planen Bauen Umwelt）
- 経済学・経営学部（Wirtschaft und Management）

## キャンパス
ベルリン工科大学のキャンパスは西ベルリン地区の様々な場所に60万平方メートルにわたって広がっている。その中でもメインキャンパスはシャルロッテンブルク区の東端に位置しており、以前西ベルリンの鉄道の玄関口でもあったベルリン動物園駅（ツォー駅、詳細はベルリン中央駅を参照）から徒歩でたどり着くこともできる。最寄り駅は地下鉄2号線を利用しツォー駅より1駅のエルンスト・ロイター広場駅となる。
また、ベルリン中心部に大きく広がる公園、ティーアガルテンに隣接している。メインキャンパス前を貫く広い道路は6月17日通りであり、ベルリン中心部に位置していることがよくわかる。中央図書館はフォルクスワーゲン大学図書館という建物で、隣接するベルリン芸術大学の図書館と共同で入居している。

## 人物

### 出身者
物理学や工学、建築の分野を中心に著名な学者を輩出している。
- カール・ボッシュ：ノーベル化学賞受賞者。
- ガーボル・デーネシュ：ノーベル物理学賞受賞者。
- エルンスト・ルスカ：ノーベル物理学賞受賞者。
- ヴォルフガング・パウル： ノーベル物理学賞受賞者。
- ユージン・ウィグナー： ノーベル物理学賞受賞者。
- ブルーノ・タウト： モダニズム建築の先駆者のひとり。
- ハンス・シャロウン： ベルリン・フィルハーモニーコンサートホールの設計で知られる建築家。
- フライ・オットー： ミュンヘン・オリンピック競技場を設計した建築家。
- コンスタンティノス・ドキシアディス： ギリシャの都市計画家。
- アンリ・コアンダ： 航空力学の先駆者。
- ヴェルナー・フォン・ブラウン： ロケット技術開発の先駆者。
- コンラート・ツーゼ： 世界初の完全動作するプログラム制御式コンピュータ Zuse Z3 を開発した技術者。
- ルートヴィヒ・ヴィトゲンシュタイン： 言語哲学や分析哲学に影響を与えた哲学者。
- ゴットフリート・フェーダー： ナチス党の初期の幹部。
- アルベルト・シュペーア： ナチス・ドイツ期の政治家・建築家。
- クルト・ダリューゲ：親衛隊（SS）の高官。秩序警察（OrPo）初代長官、第2代ベーメン・メーレン保護領副総督。
- ハイム・ヴァイツマン： イスラエル初代大統領。
- クルト・タンク： 航空機メーカー・フォッケウルフの最高技術者。Fw190の生みの親。

#### 日本人出身者
- 近藤平三郎：薬学者。東大教授、学士院会員。日露戦争後に留学して有機化学を専攻した。
- 原田貞介：土木工学者、内務官僚。内務技監。

### 教員
- アウグスト・ボルジッヒ：ドイツの機械製造企業ボルジッヒの創始者。
- フランツ・ルーロー：機械技師。前身のシャルロッテンブルク工科大学の学長も勤めている。
- ハンス・ペルツィヒ：ドイツ表現主義を代表する建築家のひとり。
- ヴァルター・ドルンベルガー（ウォルター・ドーンバーガー）：ドイツの陸軍軍人、ロケット技術者。ペーパークリップ作戦により渡米後、アメリカ空軍顧問。
- ハンス・ガイガー：原子核の発見につながったガイガー・マースデンの実験で知られる物理学者。
- ハインリッヒ・テッセノウ：ドイツにおける革新建築（Reformarchitektur）運動を代表する建築家。
- グスタフ・ヘルツ：ノーベル物理学賞受賞者。
- オイゲン・ゼンガー：ベルリン工科大学航空宇宙技術科の創設者。
- カール・ダールハウス：冷戦時代の音楽学の発展を促した理論家。

## 関連文献
- Josef Becker: Von der Bauakademie zur Technischen Universität. 150 Jahre technisches Unterrichtswesen in Berlin. Berlin 1949
- Reinhard Rürup (Hrsg.): Wissenschaft und Gesellschaft. Beiträge zur Geschichte der Technischen Universität Berlin 1879-1979. 2 Bde., Berlin 1979
- Karl Schwarz (Hrsg. im Auftrag des Präsidenten der TU Berlin): 1799-1999. Von der Bauakademie zur Technischen Universität Berlin. Geschichte und Zukunft. Eine Ausstellung der Technischen Universität Berlin aus Anlaß des 200. Gründungstages der Bauakademie und des Jubiläums 100 Jahre Promotionsrecht der Technischen Hochschulen. Aufsätze. Ernst & Sohn Verlag für Architektur und technische Wissenschaften GmbH, Berlin, 2000, ISBN 3-433-01735-2

## 日本の提携大学
- 慶応義塾大学（提携）
- 京都大学（提携）
- 上智大学（提携）
- 国立情報学研究所（提携）
- 東北大学（提携）
- 東京工業大学（提携）
- 明治大学（WC2）